# Kelly Catlin
Kelly Catlin (ur. 3 listopada 1995 w Saint Paul, zm. 7 marca 2019 w Stanford) – amerykańska kolarka torowa i szosowa, pięciokrotna medalistka torowych mistrzostw świata.

## Kariera
Największy sukces w karierze osiągnęła w 2016 roku, gdzie reprezentacja USA w składzie: Sarah Hammer, Kelly Catlin, Chloé Dygert i Jennifer Valente zdobyła złoty medal w drużynowym wyścigu na dochodzenie podczas torowych mistrzostw świata w Londynie. Zdobyła też dwa medale igrzysk panamerykańskich w Toronto: złoty w indywidualnej jeździe na czas i srebrny w drużynowym wyścigu na dochodzenie.

## Życie prywatne
Była jedną z trojaczków. Miała wielostronne zainteresowania. Biegle grała na skrzypcach, m.in. Koncert skrzypcowy Czajkowskiego, który ćwiczyła podczas zgrupowań sportowych. Dobrze rysowała - zwłaszcza z dużą szczegółowością potrafiła szkicować konie. Zajmowała się również rzeźbiarstwem. Jej pasją sportową prócz kolarstwa była jazda na motocyklu.
Ukończyła studia na Stanford University na wydziale matematycznym.

### Śmierć
8 marca 2019 popełniła samobójstwo w swoim domu w Kalifornii.
W styczniu 2019 także podjęła próbę samobójczą, z której została odratowana. Depresja rozwinęła się po szeregu wypadków, m.in. złamaniu ręki, wstrząsie mózgu, gdy kolarka nie mogła trenować tak efektywnie, jakby chciała. Urazy mogły być przyczyną encefalopatii pourazowej.